# Viduše
Viduše (makedonsky: Видуше) je vesnice v Severní Makedonii. Nachází se v opštině Mavrovo a Rostuša v Položském regionu. 
Viduše je tradičně osídlena makedonskými muslimy (tzv. Torbeš). 
Podle sčítání lidu v roce 2002 žije v opštině 185 obyvatel. Etnickými skupinami jsou: 
- Makedonci – 152
- Turci – 24
- Albánci – 9